# 葵ちひろ
葵 ちひろ（あおい ちひろ、1990年11月11日 - ）は、日本の元AV女優。東京都出身。ベネスプロモーションに所属した。

## 略歴
- AV業界に入る前はカフェでアルバイトをしていた。また出演理由は有名になりたかったからである。[2]
- 初体験は16歳。経験人数は5人。1990年代生まれのAV女優は音羽レオン、秋元美由、愛音まひろに続き4人目である。
- 2009年4月「純真」で宇宙企画よりAVデビュー。
- 2010年よりMOODYZへ移籍する。
- 2010年秋にブログが閉鎖され、事務所のプロフィールも削除されているため、AV女優としての活動は停止している模様。

## 作品

### アダルトビデオ
2009年
- 純真 葵ちひろ （4月17日、宇宙企画）※Blu-ray版も発売
- 学校でしようよ♥葵ちひろ （5月18日、宇宙企画）
- お義兄ちゃん、ちひろとHして♥葵ちひろ （6月19日、宇宙企画）
- アナル解禁!! コス姫 葵ちひろ （7月17日、宇宙企画）
- 24時間 葵ちひろ （8月17日、宇宙企画）
- ちひろが彼氏としたいこと♥ 葵ちひろ 〜愛ある生中出しデート〜 （9月18日、宇宙企画）
- ちひろ、こんな大きいの入らない…! 葵ちひろ （10月16日、宇宙企画）
- 猥褻MAX 〜監禁陵辱調教〜 葵ちひろ （11月20日、宇宙企画）
- 堕天使X 葵ちひろ （12月25日、宇宙企画）

2010年
- セル初 クチビル性感帯 葵ちひろ （1月13日、MOODYZ）※Blu-ray版も発売
- Maximum 葵ちひろ （1月22日、宇宙企画）
- 潮吹き失禁おしおきメイド （2月13日、MOODYZ）
- Maximum 葵ちひろ 2 （2月26日、宇宙企画）
- 激しいイラマチオで感じさせてください。（3月13日、MOODYZ）
- ドリームウーマン76 （4月13日、MOODYZ）
- プックリ肉厚オマ●コ パイパンナース （5月13日、MOODYZ）
- 真性中出し （6月13日、MOODYZ）
- キチクリンカン90 （7月7日、アタッカーズ）
- 家庭教師ちひろ先生の中出し授業 （8月7日、BeFree）
- 顔面スペルマ（8月13日、MOODYZ）
- ホンモノ素人宅に訪問!童貞くんを葵ちひろが筆おろし（9月2日、グローリークエスト）
- OLはアナルを奪われた…（9月7日、アタッカーズ）
- 憧れのあの子の妹と入れ替わり!2（9月9日、ディープス）
- hi touch vol.4（9月9日、C&H）オムニバス作品
- 少女画報（9月25日、HMJM）
- いいなり女子校生 ちひろ（10月13日、隼エージェンシー）
- 泣きじゃくり 泣き虫美少女・涙ぼろぼろイラマチオ（10月15日、ドリームチケット）
- マンズる女をオカズにしながら、センズる自分もオカズにされちゃう 変態相互オナニー（11月15日、ワープエンタテインメント）オムニバス作品
- コキ尻美人 極上尻10人 （11月18日、グローリークエスト）
- こだわりの手コキ 4時間SP 38人のハンドメイド 17 (11月25日、隼エージェンシー)
- 女子校生の勃起乳首ｵﾅﾆｰ(12月17日、OFFICE K’S)オムニバス作品
- フェラコレ 特別編 4 3時間まるごとWフェラ (12月25日、隼エージェンシー）
- ロ○ータデカチンフェラ（12月25日、東京ﾏﾆGUN’S）オムニバス作品

### イメージビデオ
2010年
- 性感チェック! vol.10 ちひろ（1月28日、テクニカルスタッフ ）
- レッスン48 葵ちひろ/葵ちひろ（4月26日、テクニカルスタッフ ）
- GuiGui! ちひろ（6月26日、スパークビジョン ）
- バスルームヘブン 2（7月26日、テクニカルスタッフ ）

## 出演

### テレビ番組
- おとなのびっくりクリニック2（2010年1月4日、日本海テレビ）
- 夜は美女バナ（2010年5月、サンテレビ）